# Église Saint-Pierre-le-Puellier d'Orléans
Pour les articles homonymes, voir Église Saint-Pierre-le-Puellier.
L’église Saint-Pierre-le-Puellier est une ancienne église catholique française située à Orléans dans le département du Loiret en région Centre-Val de Loire.
L'édifice, désacralisé en 1958, est actuellement utilisé comme salle de concert ou d'exposition d'art. Il s'agit de la plus vieille église de la ville non détruite.

## Géographie
L'église est située à l'angle des rues des Tanneurs, de la Tour et de la Folie, à 100 mètres de la rive droite de la Loire, dans le centre-ville d'Orléans, sur la place du cloître Saint-Pierre-Le-Puellier.
Elle est bâtie dans le périmètre de la région naturelle du Val de Loire inscrit au patrimoine mondial de l'Organisation des Nations unies pour l'éducation, la science et la culture (UNESCO).

## Histoire
L'église semble avoir été à l'origine une église cimetériale.
L'origine de la construction de l'édifice actuel remonte au XIIe ; il est remanié aux XIIIe, XVe et XVIIe siècles.
Au cours de la Révolution française, l'architecte orléanais Benoît Lebrun bénéficie de la vente des biens nationaux et achète l'église en 1793.
L'église est inscrite au titre des monuments historiques le 11 décembre 1925.
L'édifice est désacralisé en 1958 puis rénové entre 1966 et 1976.

## Curés
(liste non exhaustive)
- 1758 - François de Baratin, prêtre, docteur régent de la faculté de théologie de l'Université de Bourges, curé de la paroisse de Saint-Pierre-le-Puellier, afferma les revenus du Prieuré Saint-Honorat de Saint-Honoré-les-Bains au curé de Saint Honoré moyennant 700 livres par an.

## Manifestations

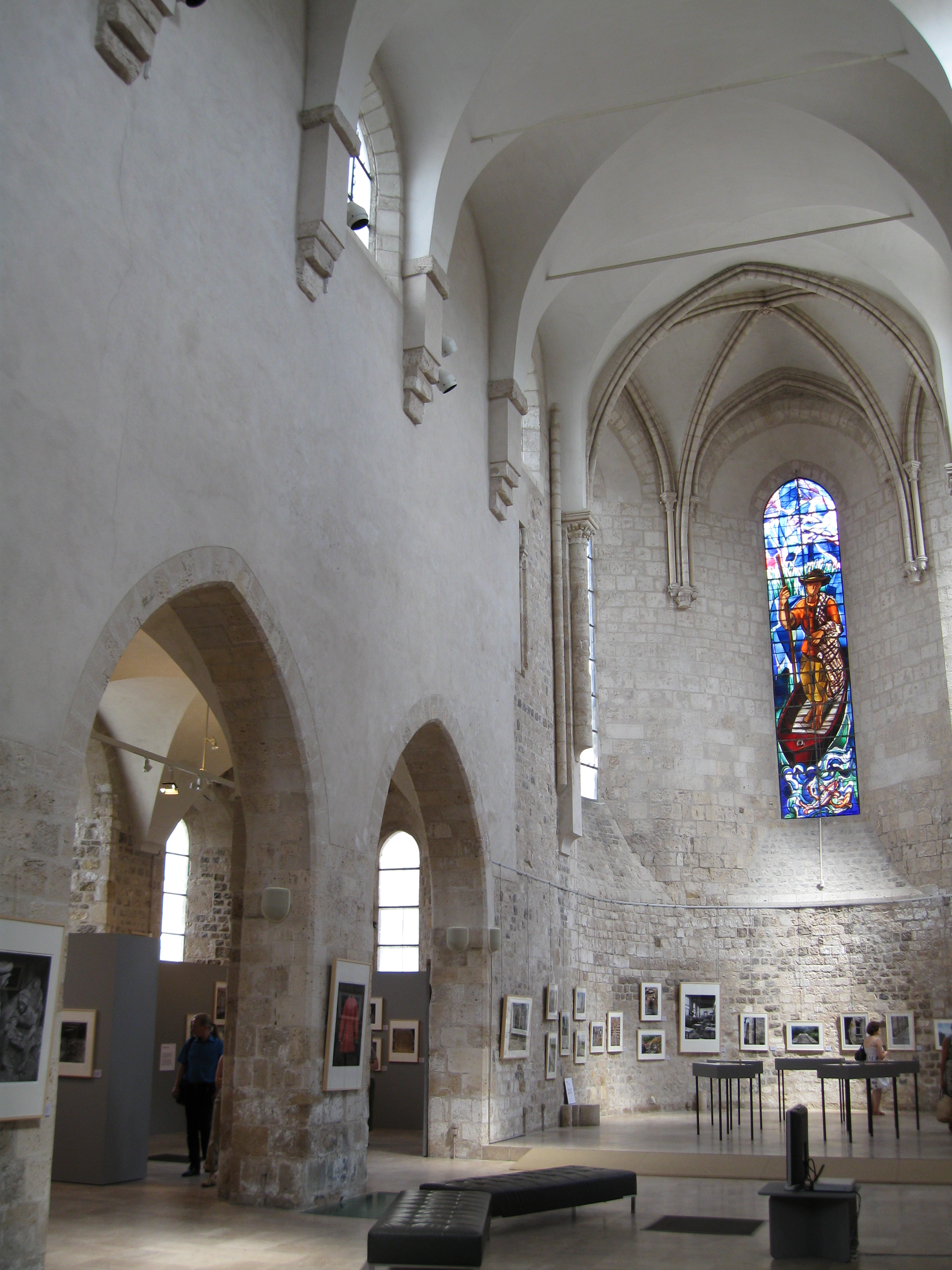
L'intérieur de l'édifice au cours d'une exposition en 2008

Le lieu accueille  plusieurs expositions temporaires par année. Il est ouvert du mardi au vendredi de 10h00 à 12h30 et de 13h30 à 18h00 et les samedi et dimanche de 14h00 à 18h00.
Parmi les expositions ayant été présentées dans l'édifice, on peut citer :
- Riberzani, Mémoires intimes, 2001.
- Jef Aérosol, artiste pochoiriste français de mai à juillet 2012[7] ;
- Jacques Vimard - Le voyage vers Cythère, de janvier à mars 2017 ;
- Yseult Digan, artiste pochoiriste, Empress, du (29 juin au 25 août 2019[8].

## Pour approfondir